# Paul Terry
Paul Houlton Terry (San Mateo, California, 19 de febrero de 1887-Nueva York, 25 de octubre de 1971) fue un caricaturista, guionista, director y productor estadounidense. Produjo cerca de 1 300 dibujos animados entre 1915 y 1955 incluyendo a los personajes de Terrytoons.

## Biografía
Paul Terry fue criado en San Francisco y en 1904, comenzó a trabajar como fotógrafo y caricaturista de periódicos (San Francisco Bulletin, San Francisco Call-Examiner). Luego fue transferido a "New York Press", periódico de Nueva York.
En 1914, Terry se interesó en la animación luego de ver Gertie the Dinosaur de Winsor McCay. Mientras trabajaba para el periódico, hizo su primera película, "Little Herman", que terminó y vendió a la compañía fílmica de Thanhouser en 1915. Ese mismo año terminó su segunda película, "Down on the Phoney Farm". 
En 1916, comenzó a trabajar en J. R. Bray Studios, dirigiendo y produciendo una serie de once cortometrajes de Farmer Al Falfa. Terry dejaría a Bray, llevándose los derechos de Farmer Al Falfa con él.
En 1917, Terry creó su propia compañía de producción, "Paul Terry Productions" y produjo nueve dibujos animados, incluyendo uno de Farmer Al Falfa.
Paul Terry cerró su estudio y se unió al ejército para participar en la Primera Guerra Mundial. 
En 1920, Terry se unió a Amadee J. Van Beuren, y crearon "Fables Studios". Durante este tiempo, comenzó a producir la serie Aesop's Film Fables junto a otra de Farmer Al Falfa. Esta unión duró hasta 1929, cuando Terry y Van Beuren discutieron sobre sus puntos de vista acerca de hacer animación con sonido. Terry, junto a gran parte de sus empleados comenzaron el estudio Terrytoons. Van Beuren se quedó con "Fables Studios" y lo renombró "Van Beuren Studios".
Terrytoons produjo un gran número de dibujos animados, incluyendo "Gandy Goose", "Mighty Mouse", "Heckle and Jeckle" y muchos otros personajes menos conocidos. La distribución en los cines fue hecha por 20th Century Fox. 
Paul Terry adoptó algunas técnicas que simplificaron el proceso de animación, pero que complicaban la producción. Su estudio se demoró en cambiar al color y sonido. Terry prefería el aspecto económico a seguir los grandes avances técnicos de Disney o Fleischer Studios, de esta manera se pudo mantener en el negocio mientras otros estudios fracasaban.
Paul Terry se retiró tras vender su estudio y trabajos a CBS en 1955. CBS emitió los dibujos animados de Terrytoons en su programación de sábado por la mañana, además siguió produciendo nuevos cortometrajes hasta fines de los años 1960.
El sobrino de Paul Terry, Alex Anderson, fue productor de Crusader Rabbit, y es el creador de los personajes Rocky the Flying Squirrel, Bullwinkle y Dudley Do-Right aunque el crédito se le ha dado a Jay Ward.

## Premios y distinciones
Premios Óscar
| Año  | Categoría                  | Película       | Resultado |
| ---- | -------------------------- | -------------- | --------- |
| 1943 | Mejor cortometraje animado | All Out for V  | Nominado  |
| 1945 | Mejor cortometraje animado | My Boy, Johnny | Ganador   |